# Odilon Redon

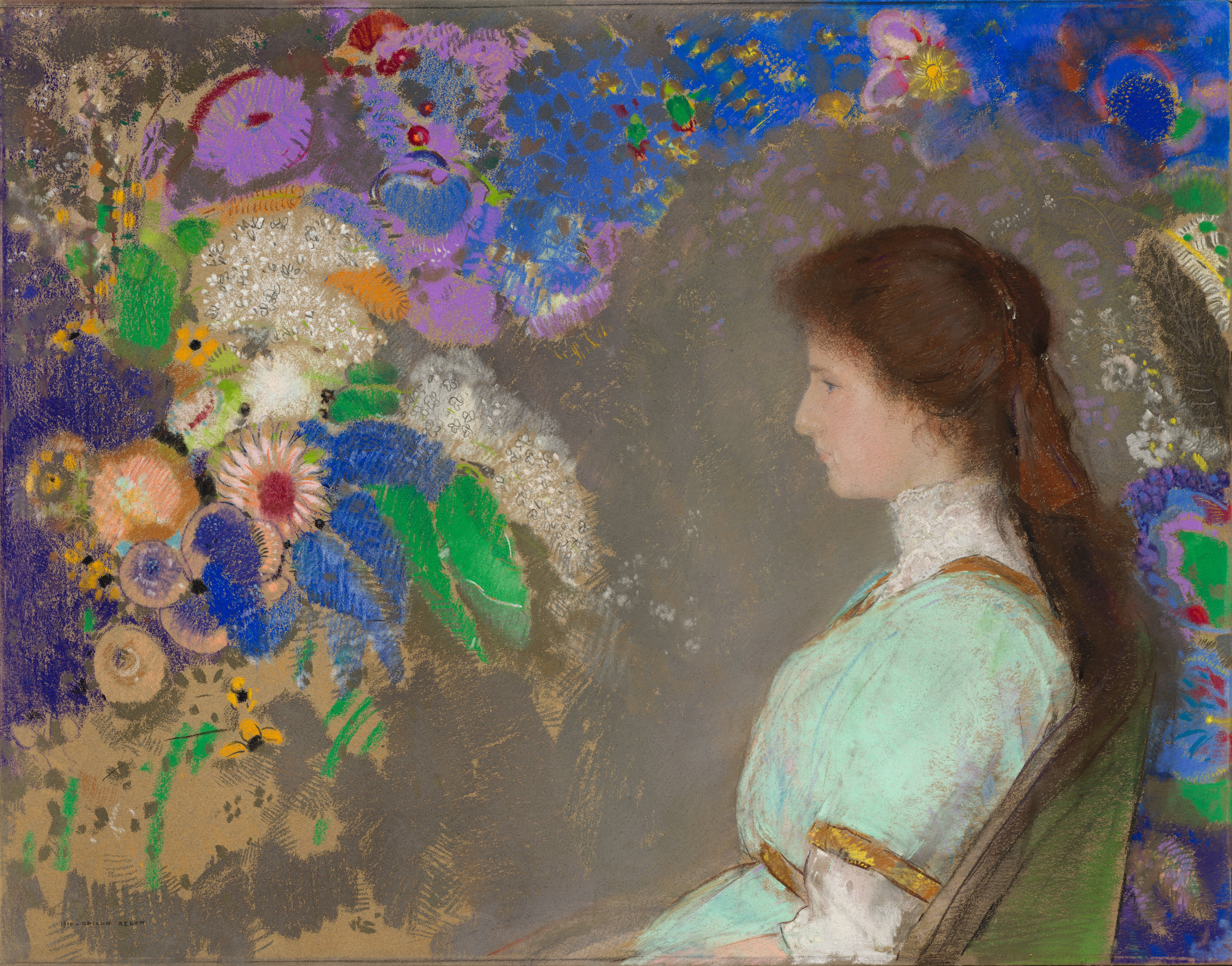
Portretul Violettei Heymann

Odilon Redon (n. 20 aprilie 1840, Bordeaux, Monarhia din Iulie – d. 6 iulie 1916, Paris, A Treia Republică Franceză) a fost un pictor simbolist, postimpresionist și litograf francez.

## Biografie
Odilon Redon s-a născut la Bordeaux în 1840, în același an cu Claude Monet și cu un an înaintea lui Degas și Renoir. Cronologic, face parte din generația impresioniștilor. Dar faptul rămâne doar o coincidență biografică, pentru că drumul său este altul. 
Datorită unei sănătăți fragile, începe școala la 11 ani. La 15 ani se inițiază cu mult entuziasm în arta desenului cu pictorul Stanislas Gorin. În această perioadă are norocul să întâlnească și să studieze gravura cu Rudolphe Bresdin, a cărui influență directă o resimte și o mărturisește, ulterior, în însemnările sale, cu afectuoasă mândrie. Între profesor și elev sunt evidente afinități temperamentale și de concepție asupra vieții și artei. Ceva din discreția și decența cu care Bresdin lucra, fără ambiția și orgoliul reputației exterioare, se întâlnește, poate în mai mare măsură, în biografia lui Redon. Dealtfel nici unul nu a beneficiat de prea multă înțelegere în orașul Bordeaux, unde au trăit, dar, și unul și altul, s-au bucurat de simpatia unor scriitori și poeți de primă mărime.
Între 1863 - 1865, Redon studiază la Paris în atelierul lui Léon Gérome, de unde nu păstrează decât amintirea penibilă a unei incompatibilități de structură.
După războiul din 1870, la care participă, se stabilește la Paris. În 1878, întreprinde prima călătorie în Olanda, unde după o admirație trecătoare pentru vitalitatea și elocința expresivă a lui Frans Hals, are revelația lui Rembrandt, a cărui profunzime psihologică a rămas pentru el un permanent punct de reper.
În 1879 îi apare primul album de litografii intitulat Dans le rêve. 
Lucrează, fără să beneficieze încă de prea multă înțelegere din partea publicului și a criticii. Se bucură însă de admirația și înțelegerea unor prieteni de calitate: colecționari ca Bonger, Frizeau, Fayet sau literați ca Hennequin, Huysmans, Mallarmé.  
Dedicându-se litografiei, la sfatul lui Henri Fantin-Latour, publică mai multe albume (A Edgar Poe - 1882, an în care prezidează noul Salon al Independenților; Hommage à Goya - 1885; Baudelaire: Les fleurs du mal - 1890.
Primele și cele mai mari succese ale gravurii sale le înregistrează mai mult în Olanda și Belgia, unde, în 1891, Jules Destrées publică la Bruxelles,  Opera litografică a lui Odilon Redon.
În 1886 participă la ultima expoziție a impresioniștilor și este invitat la Bruxelles la al XX-lea. Dacă până în 1890, an în care compune Les yeux clos de la Luvru, pictura se află pe al doilea plan în concepția sa, de acum în colo maestrul albului și al negrului se lasă sedus de strălucirea culorii.

## Galerie

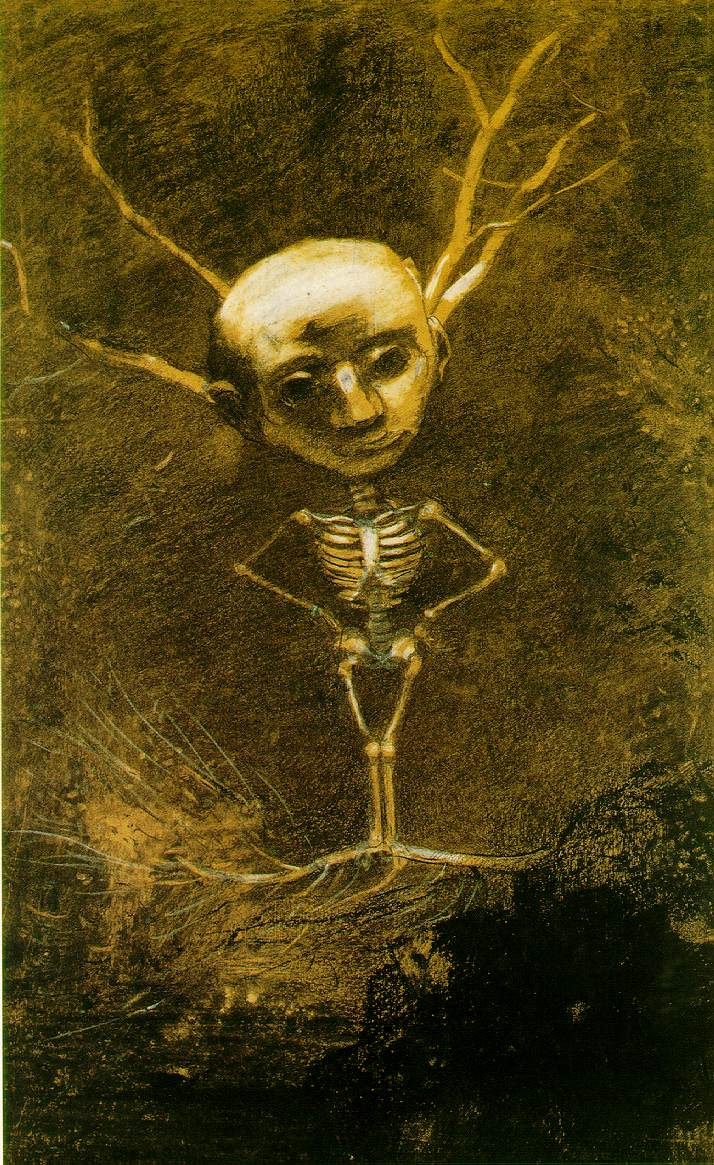
Spiritul pădurii, 1880
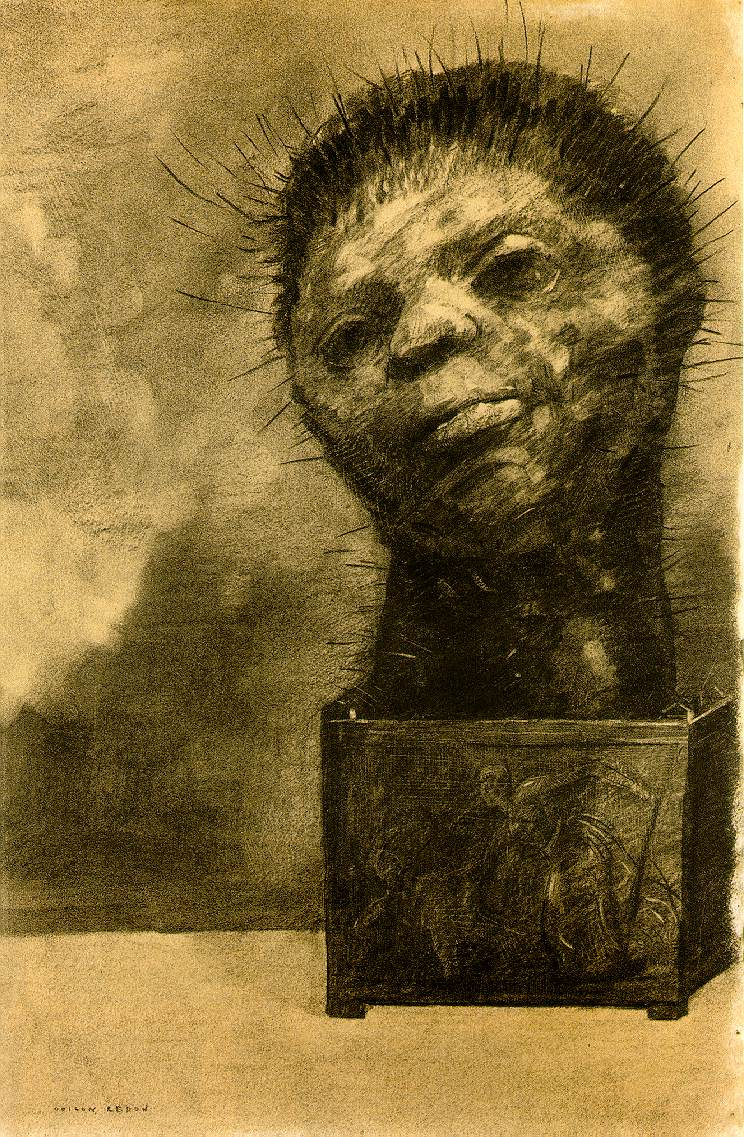
Omul Cactus , 1881
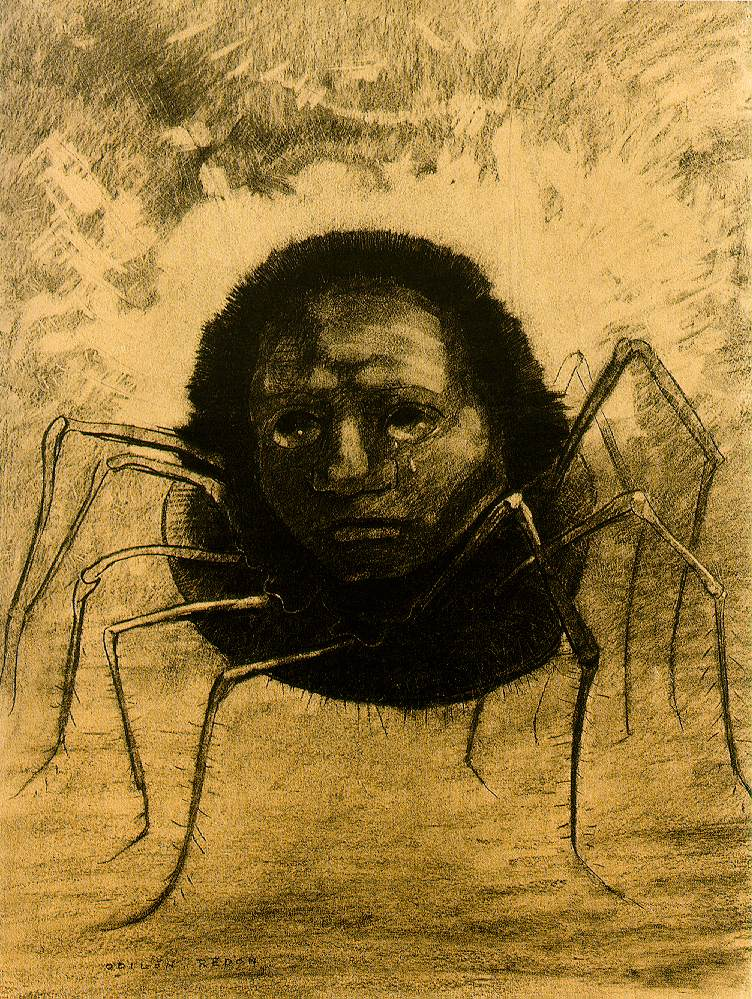
Păianjăn plângăreţ, 1881
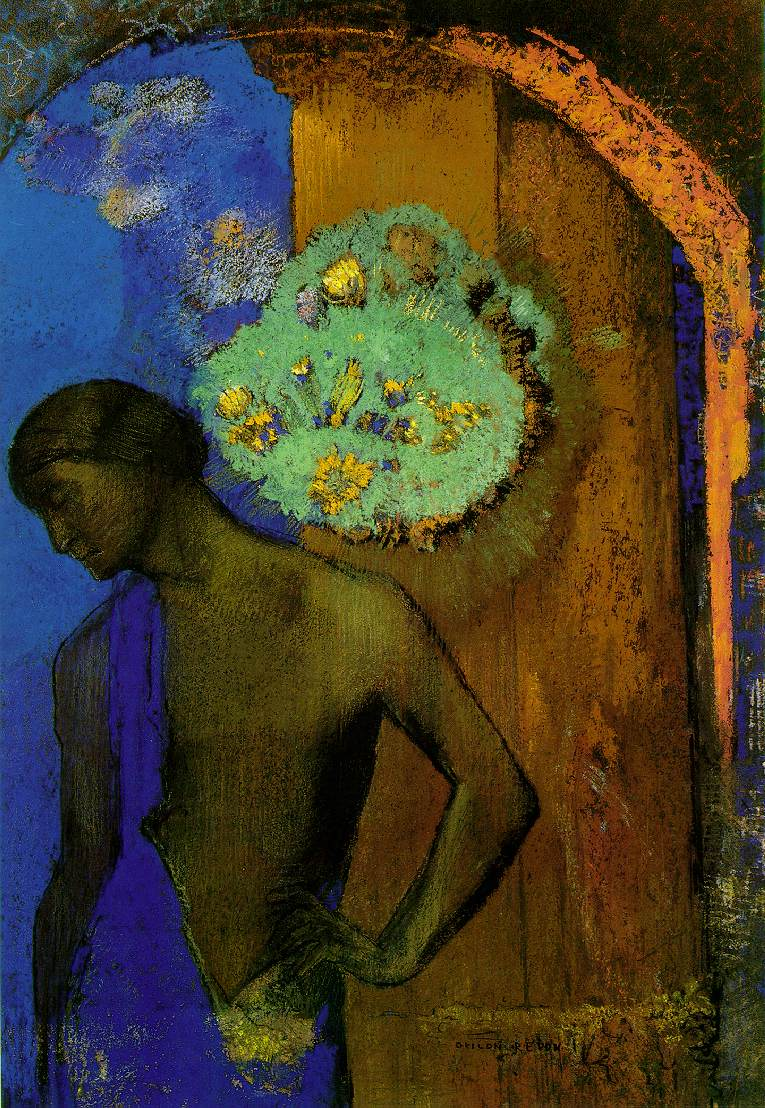
Saint John, 1892
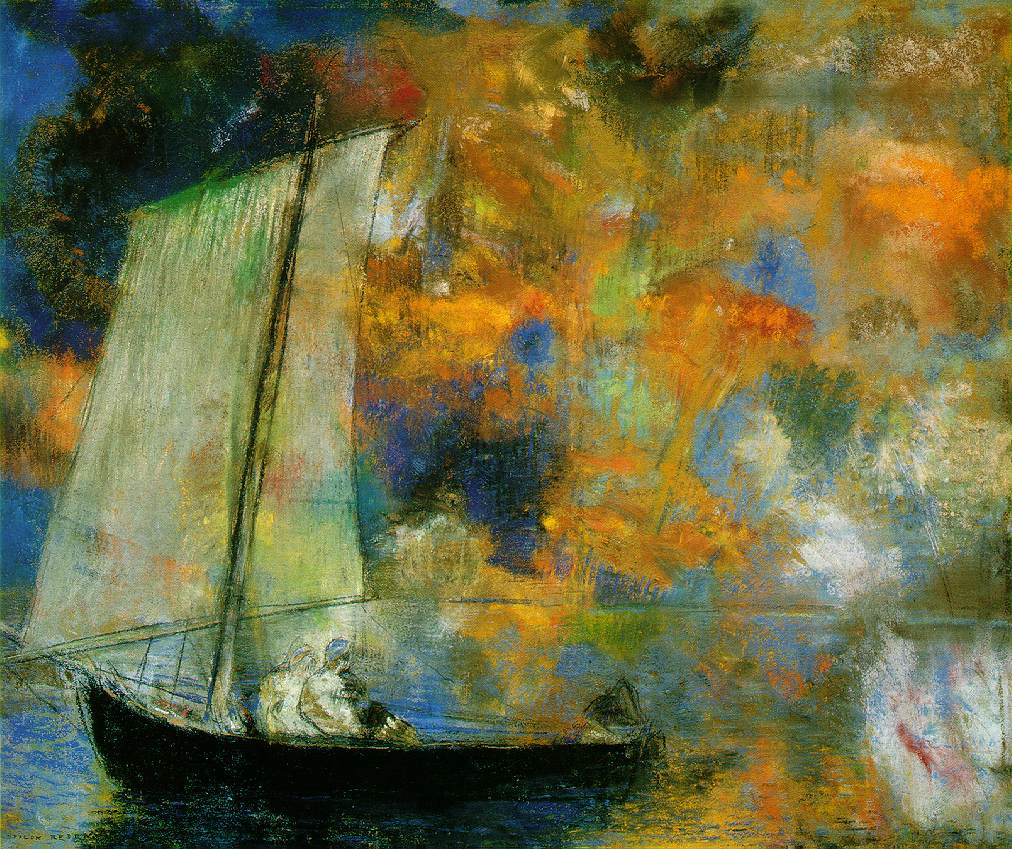
Flower Clouds, 1903
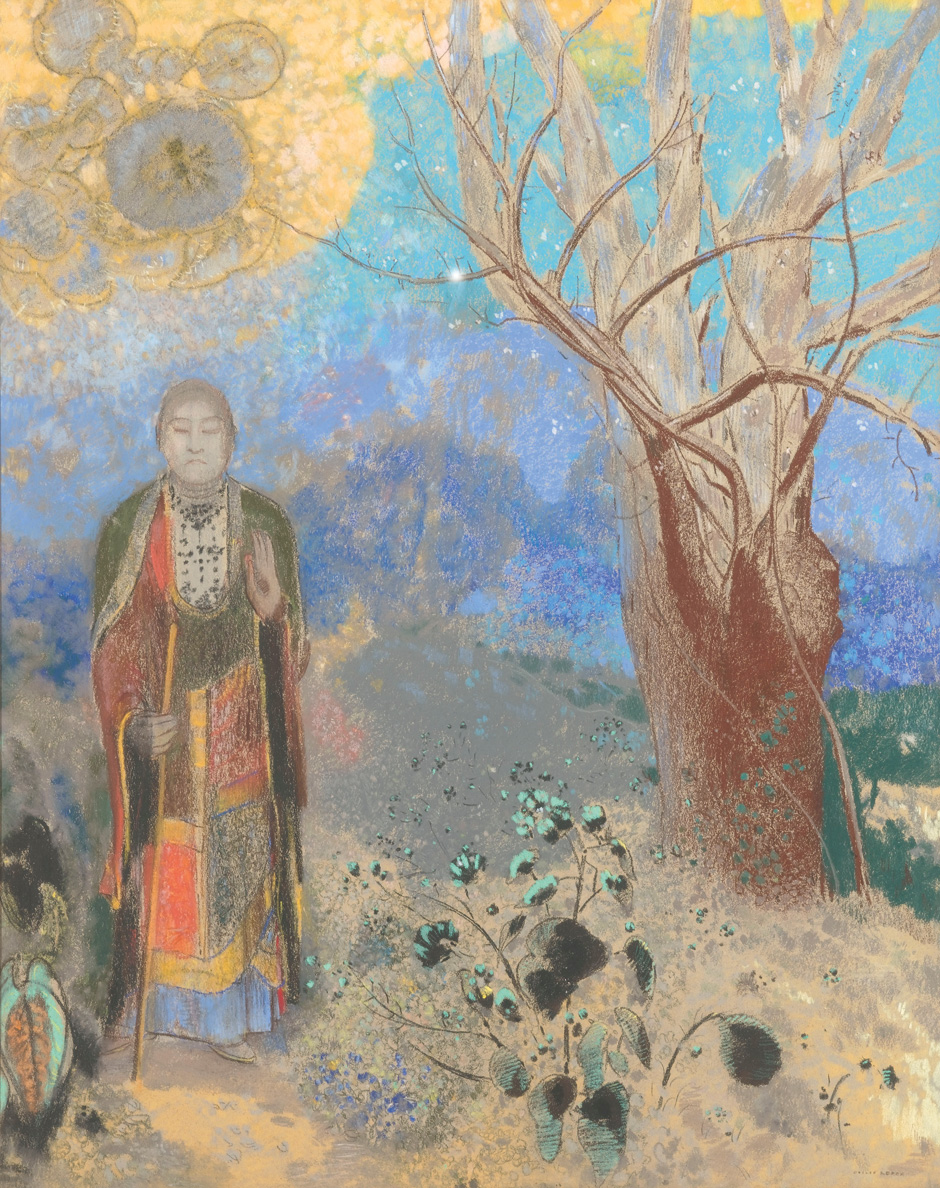
Buddha, 1904
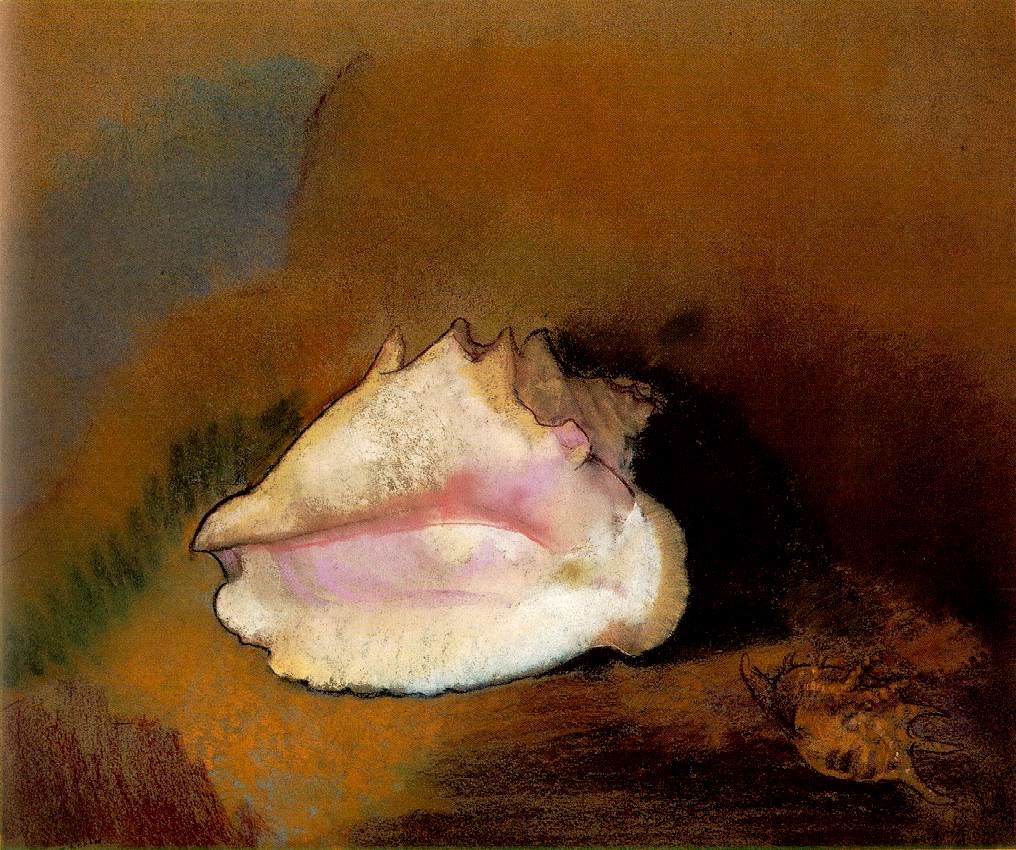
Coquille, 1912
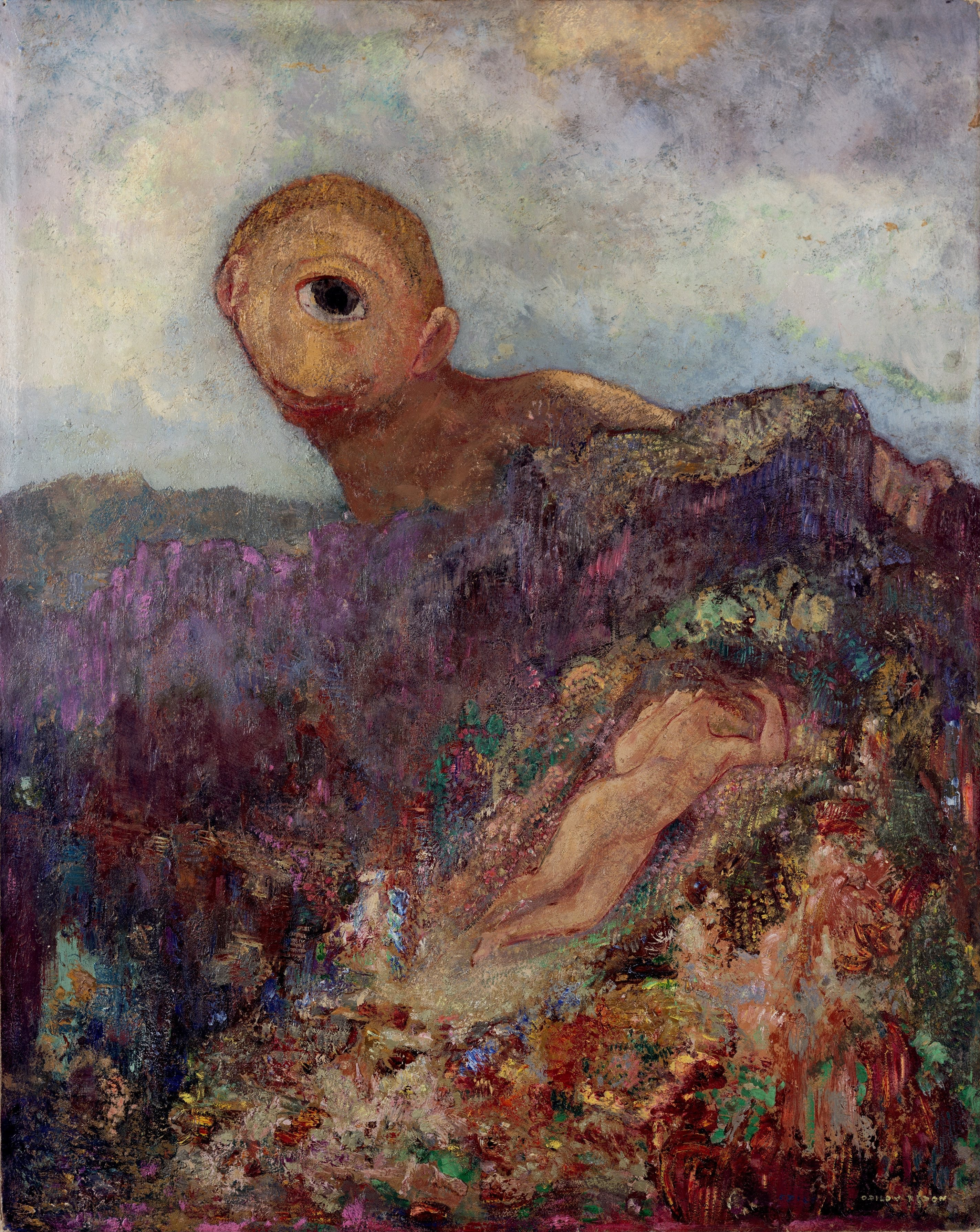
Cyclopul, 1914, Muzeul Kroller-Muller, Otterlo, Olanda